# Lakeview (Oregón)
Lakeview es una ciudad ubicada en el condado de Lake en el estado estadounidense de Oregón. En el año 2000 tenía una población de 2474 habitantes y una densidad poblacional de 612 personas por km². Se encuentra al sur del estado, a poca distancia al norte del lago Goose y de la frontera con California.

## Geografía
Lakeview se encuentra ubicada en las coordenadas 42°11′20″N 120°20′45″O / 42.18889, -120.34583.

## Demografía
Según la Oficina del Censo en 2000 los ingresos medios por hogar en la localidad eran de $30,960 y los ingresos medios por familia eran $38,953. Los hombres tenían unos ingresos medios de $31,958 frente a los $22,198 para las mujeres. La renta per cápita para la localidad era de $15,649. Alrededor del 15.3% de la población estaban por debajo del umbral de pobreza.